# Les Galeries Dijonnaises
Les Galeries Dijonnaises is een voormalig warenhuis in de stad Dijon. Het warenhuis was gevestigd aan de Rue Piron 108.

## Geschiedenis
In 1896 werd tussen de Place Saint-Jean en de Place Jean-Macé het warenhuis Les Galeries Dijonnaises gebouwd naar een ontwerp van de architecten Louis Perreau en Albert Leprince. Het was een van de grootste winkels van de stad samen met warenhuizen Le Pauvre Diable en Á La Ménagère aan de rue de la Liberté. Alle drie de warenhuizen zijn verdwenen, maar zijn nog steeds verankerd zijn in het collectieve geheugen van de agglomeratie Dijon. De Société des Magasins Prisunic werd vanaf 1933 eigenaar van het warenhuis en sinds 2001 is in het pand een filiaal van Monoprix gevestigd. .

## Architectuur
Het oude warenhuisgebouw werd in 1896 geopend en was gebouwd in neoklassieke stijl. Het gebouw met zijn koepel heeft de tand des tijds niet doorstaan. In 1933 werd een nieuw gebouw neergezet naar een ontwerp van de architect Georges Wybo, die ook verantwoordelijk was voor het Hôtel George-V, Printemps Haussmann in Parijs en het Casino van Deauville. De nieuwbouw werd gepleegd in opdracht van de Prisunic van Dijon. In 1961 is het pand architectonisch gewijzigd naar een ontwerp van Dalmau.

## Fotogalerij

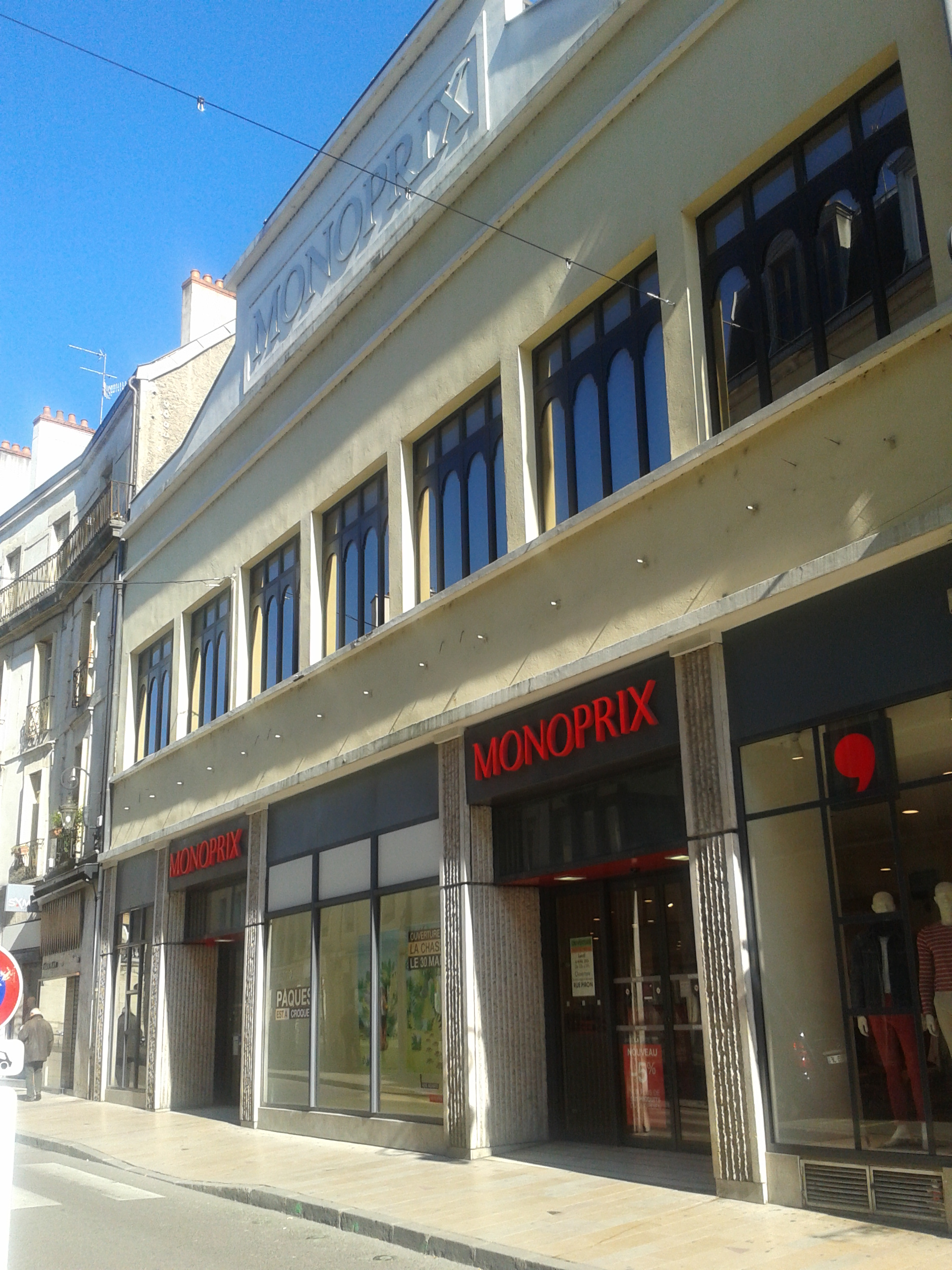
Monoprix, momenteel op 108 rue Piron
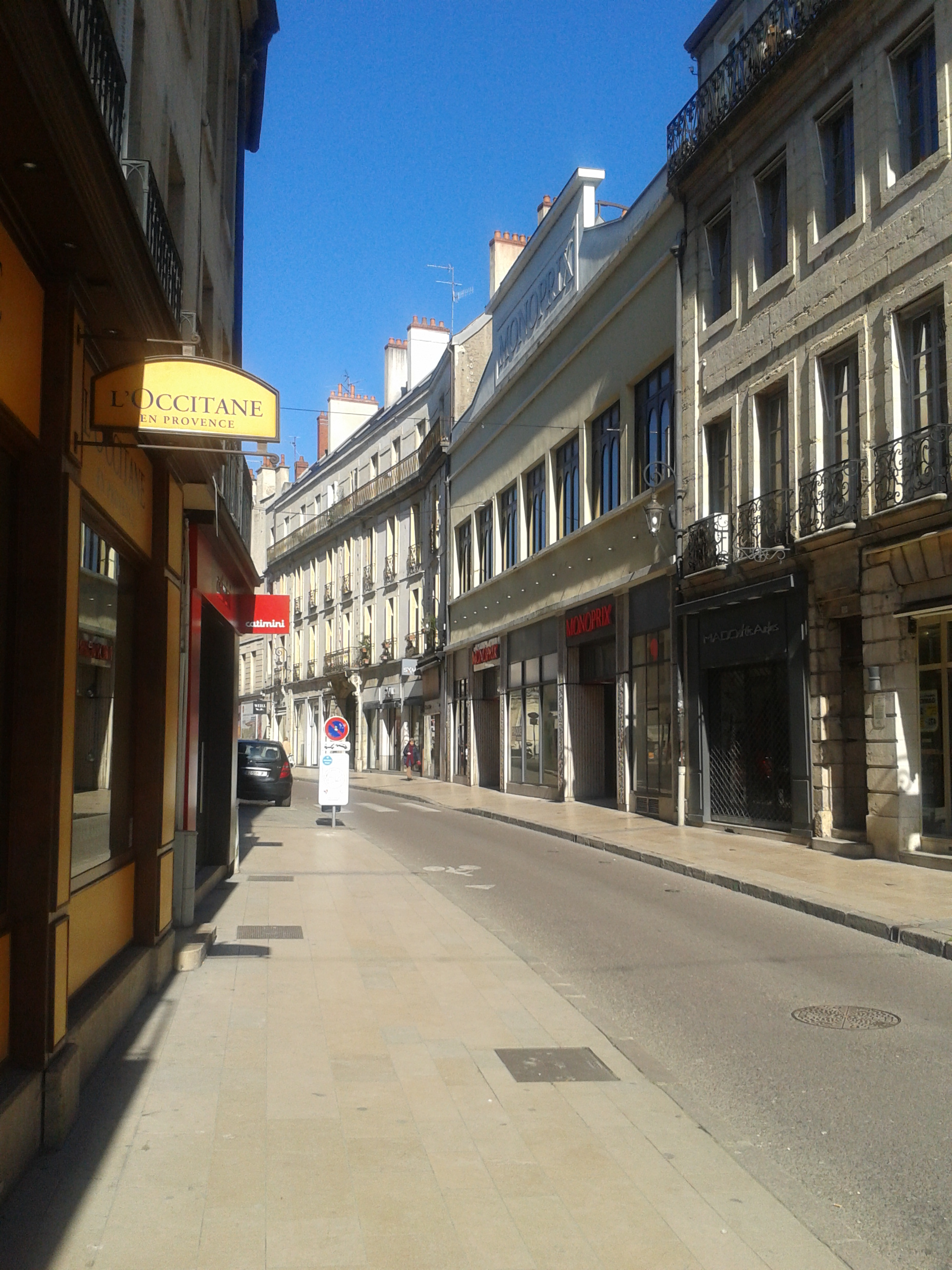
Monoprix gezien vanaf rue Piron